# Gyermeknyelvi beszédAdatBázis és Információtár
A GABI (Gyermeknyelvi beszédAdatBázis és Információtár) egy fejlesztés alatt álló, fonetikailag megalapozott, többfunkciós spontán beszédadatbázis, amelynek célja, hogy a mai köznyelvet beszélő gyermekek beszédét rögzítse, továbbá anyagot biztosítson különféle kutatásokhoz.
Az adatbázis célja 3–18 éves gyermekek/fiatalok beszédprodukciójának felvétele, mindegyik életkori csoportban 50-50 főé. Az adatbázis óriási jelentőségű, hiszen korábban még nem készült hasonló nagyságú, hasonlóan sokféle beszédfeladatot rögzítő beszédadatbázis gyermekekkel. Egy felvétel mintegy 30-40 percet vesz igénybe gyermekenként. A hangfelvételek annotálása is folyamatban van, a Praat szoftverrel történik.
Az adatbázis az ELTE Fonetikai Tanszékén készül; a készítésében a gyermeknyelvi kutatócsoport tagjai vesznek részt, akik a tanszéki oktatók mellett kollégák, doktoranduszok, egyetemi hallgatók. Az adatbázis fejlesztése 2013 februárjában kezdődött. 
A projekt vezetője Bóna Judit.  

## A felvételi protokoll
A felvételek elkészítése előtt a felvételvezető ismerteti a szülőkkel az adatbázis célját, a felvételek menetét, és írásbeli hozzájárulást kérnek tőlük a gyermekük beszédének rögzítéséhez. Emellett egy részletes anamnézist is kitöltetnek velük, amely a gyermek születési körülményeire, szociális helyzetére és a beszédfejlődésére, illetve az azt befolyásoló tényezőkre kérdez rá. Az aláírt hozzájárulás és a kitöltött anamnézislap kézhezvétele után kezdődik el a felvételkészítés.
A gyermekek életkorától függően többféle változatban alakították ki a protokollt a BEA adatbázis alapján. A fejlesztők két fő életkori csoportot alkottak: 3–9 évesek; 9–18 évesek csoportja. (A 9 éves korosztályban mindkét típusú protokollal készülnek felvételek.) 

### Protokoll a 3–9 éves kor közötti gyermekek felvételéhez
A gyermekekkel a következő beszédanyagot rögzíti: 
1. 15 különféle modalitású, hosszúságú, fonetikailag változatos mondatok utánmondása.
2. Spontán narratíva a gyermeket is érdeklő témákról (az óvodáról/iskoláról, a szabadidejéről, közeli ünnepekről, eseményekről, utazásokról).
3. 20 szó és kifejezés definiáltatása.
4. Egy hallott szöveg tartalmának elmesélése.
5. Mondatok felolvasása (2. osztályos kortól).
6. Történetmesélés képsorozat alapján.

### Protokoll a 9–18 éves kor közötti gyermekek/fiatalok felvételéhez
A protokollt a BEA (Beszélt Nyelvi Adatbázis) alapján állították össze.
1. 15 különféle modalitású, hosszúságú, fonetikailag változatos mondatok utánmondása.
2. Spontán narratíva rögzítése.
3. 20 szó és kifejezés definiáltatása.
4. Két hallott szöveg tartalmának elmesélése. (A szövegek megegyeznek a BEA-ban használt szövegekkel.)
5. Szöveg- és mondatfelolvasás. (A szöveg megegyezik a BEA-ban használt szöveggel.)
6. Történetmesélés képsorozat alapján.
7. Vita két gyermek között egy a felvételvezető által megadott témáról.